# Samuel Balto

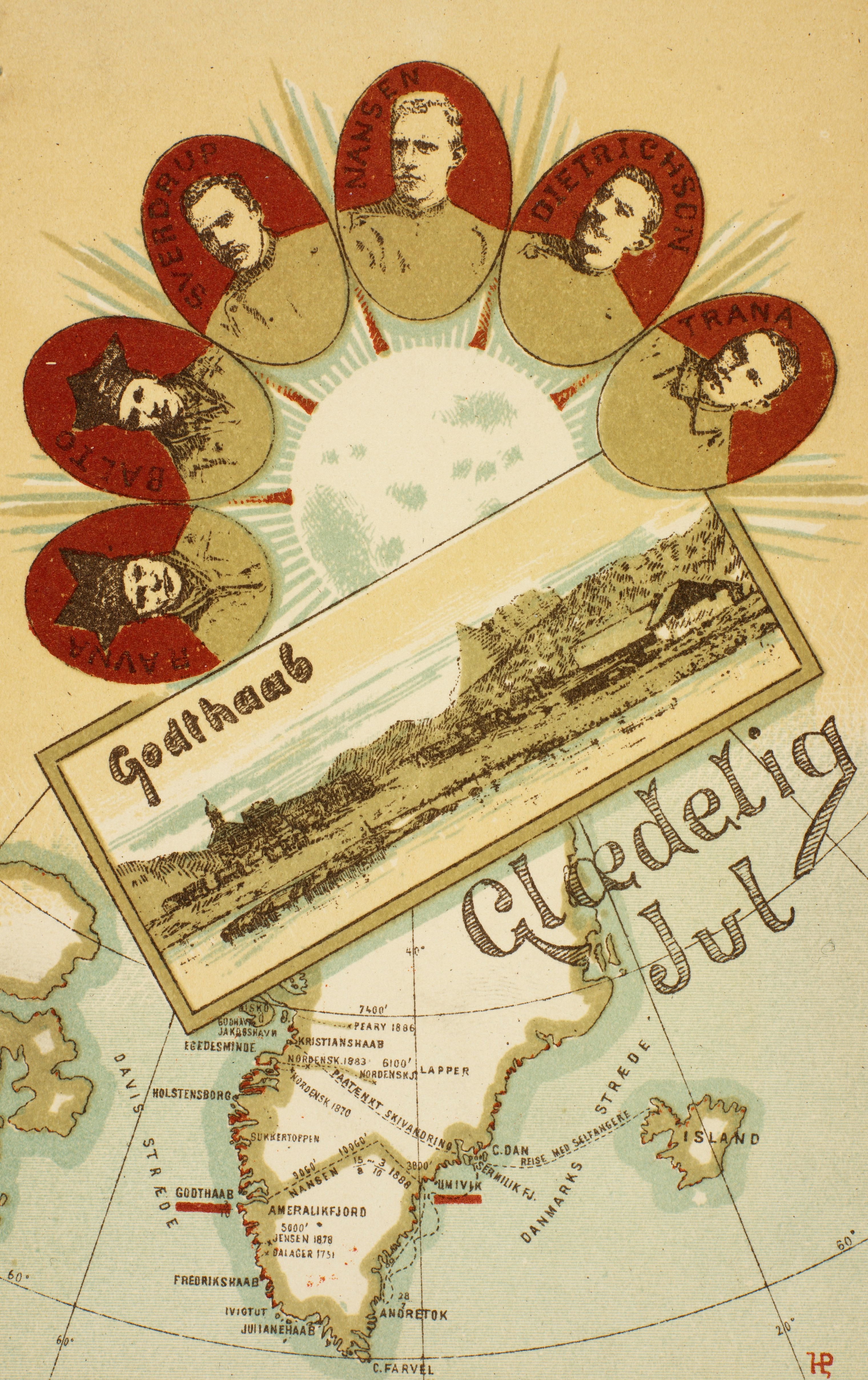
Postal con los miembros de la Expedición Trans-Groenlandia de Nansen

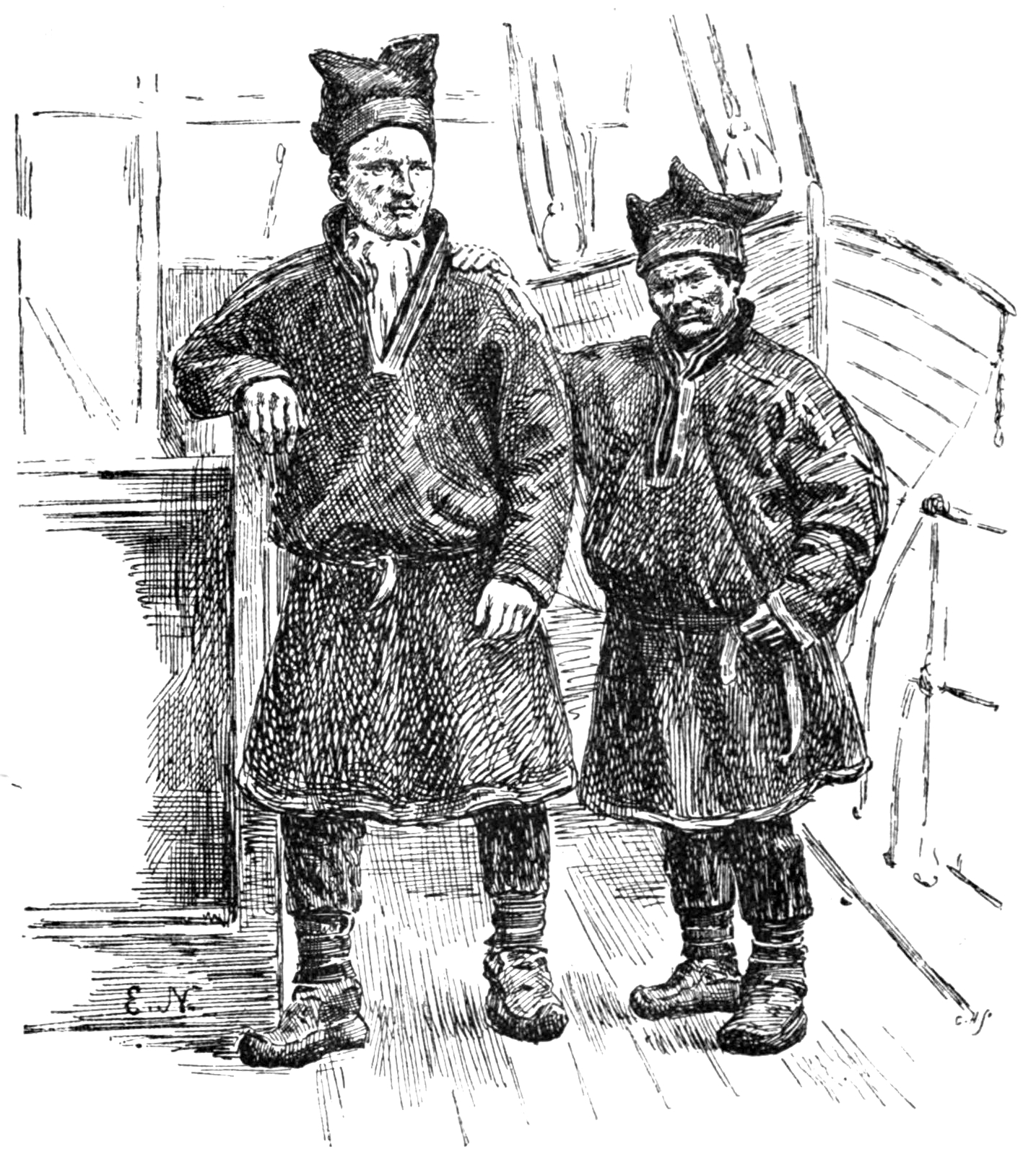
Samuel Balto con Ole Nilsen Ravna

Samuel Johannesen Balto (5 de mayo de 1861 - 1921) fue un explorador y aventurero noruego - sami. Balto esquió con Fridtjof Nansen a través de Groenlandia en 1888-89.

## Biografía
Samuel Johannesen Balto nació en Karasjok en el condado de Finnmark, Noruega. Había trabajado como leñador, pescador y en el pastoreo de renos. En 1888, Balto fue reclutado por Fridtjof Nansen para la Expedición Trans-Groenlandia 1888. Balto participó en el primer cruce grabado del interior de Groenlandia, junto con Nansen y otros cuatro miembros de la expedición. Balto escribió su propio libro después de la expedición: Med Nansen over Grønlandsisen i 1888 - Min reise fra Sameland til Grønland.
En 1898, Balto se mudó a Alaska y firmó un contrato de dos años como pastor de renos. En 1900, lideró a un gran grupo de Samis contratados como pastores de renos durante la Expedición de relieve de Laponia-Yukón, más tarde conocida como la Expedición de Manitoba. Samuel Balto, junto con otras 113 personas de Finnmark, fueron contratados por Sheldon Jackson para participar en la introducción de los renos en Alaska. Jackson promovió un plan para importar renos de Rusia para introducir la cría de renos a los Inupiaq como una solución a su pérdida de recursos de subsistencia. El grupo era responsable del transporte de bienes y correo desde Nome, Alaska, hasta los trabajadores de la minería de oro del valle del río Yukón en las partes centrales de Alaska. Finalmente, Samuel Balto se convirtió en minero de oro en Nome, Alaska, durante la fiebre del oro de Klondike.
Samuel Johannesen Balto murió en 1921 en Karasjok. Balto, el perro de trineo de Alaska que se hizo famoso durante la carrera del suero a Nome de 1925, que transportaba medicamentos antidiftéricos a través del territorio de Alaska para combatir una epidemia, fue nombrado en memoria de Samuel Balto.

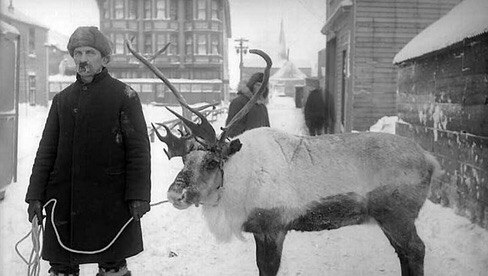
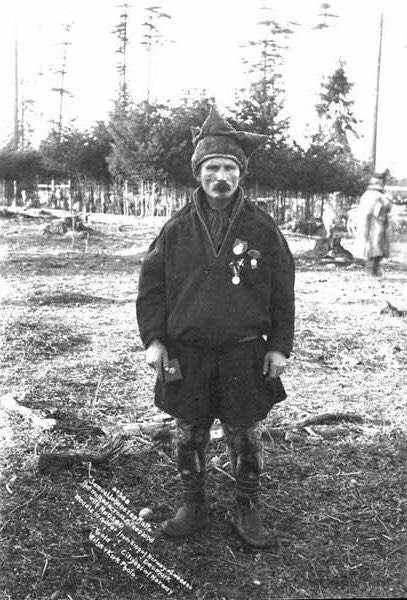
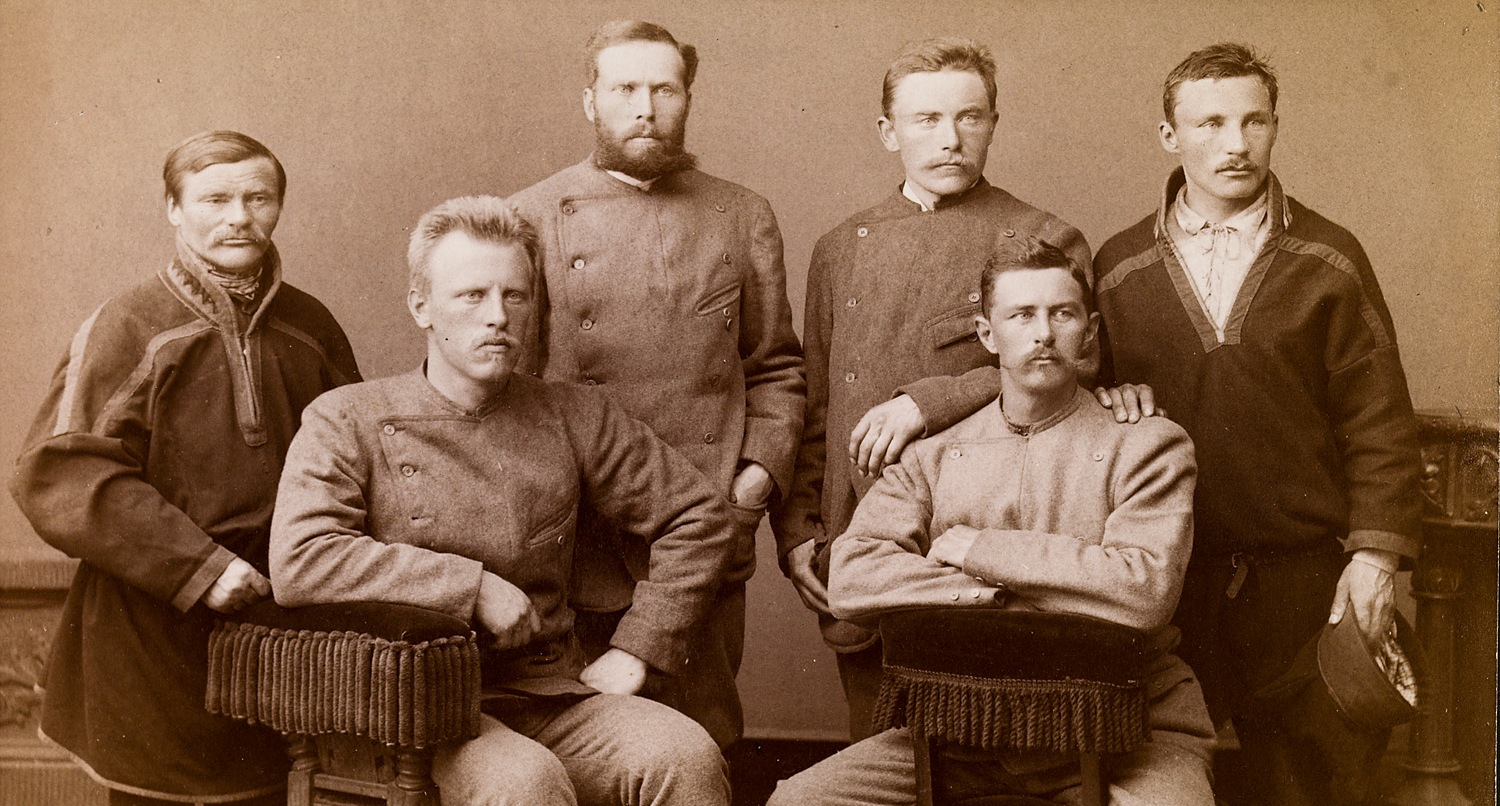
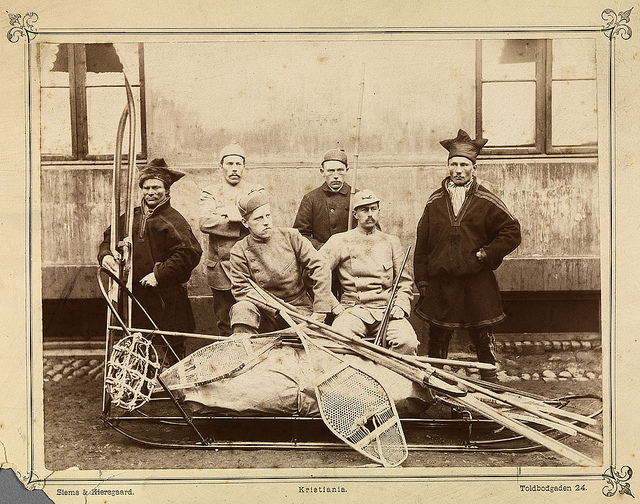
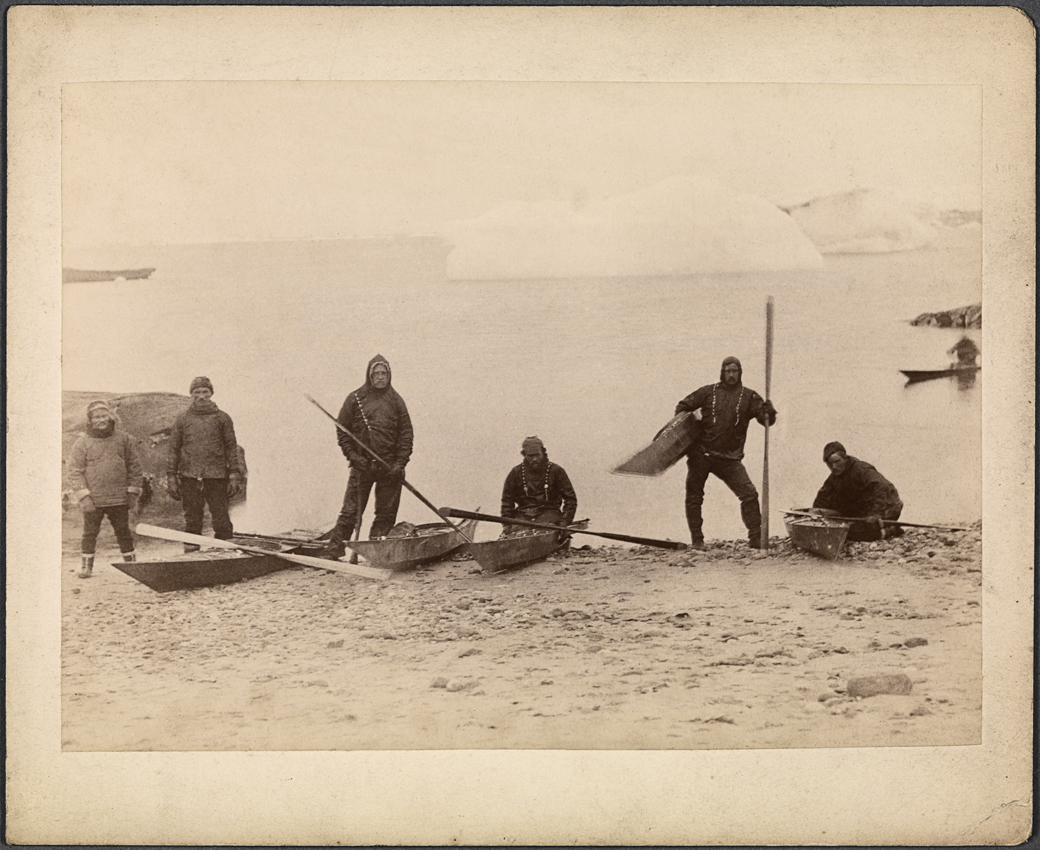
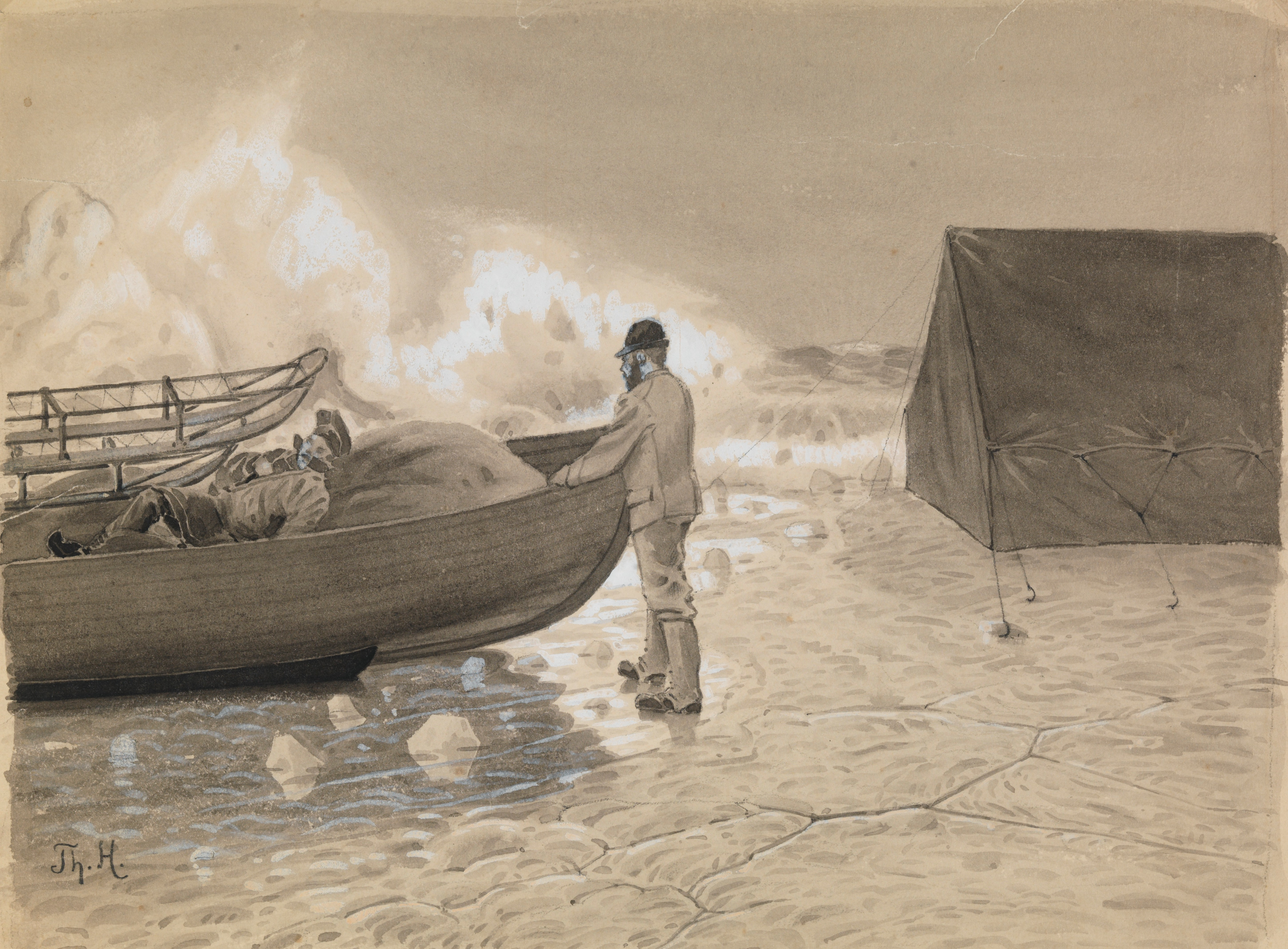
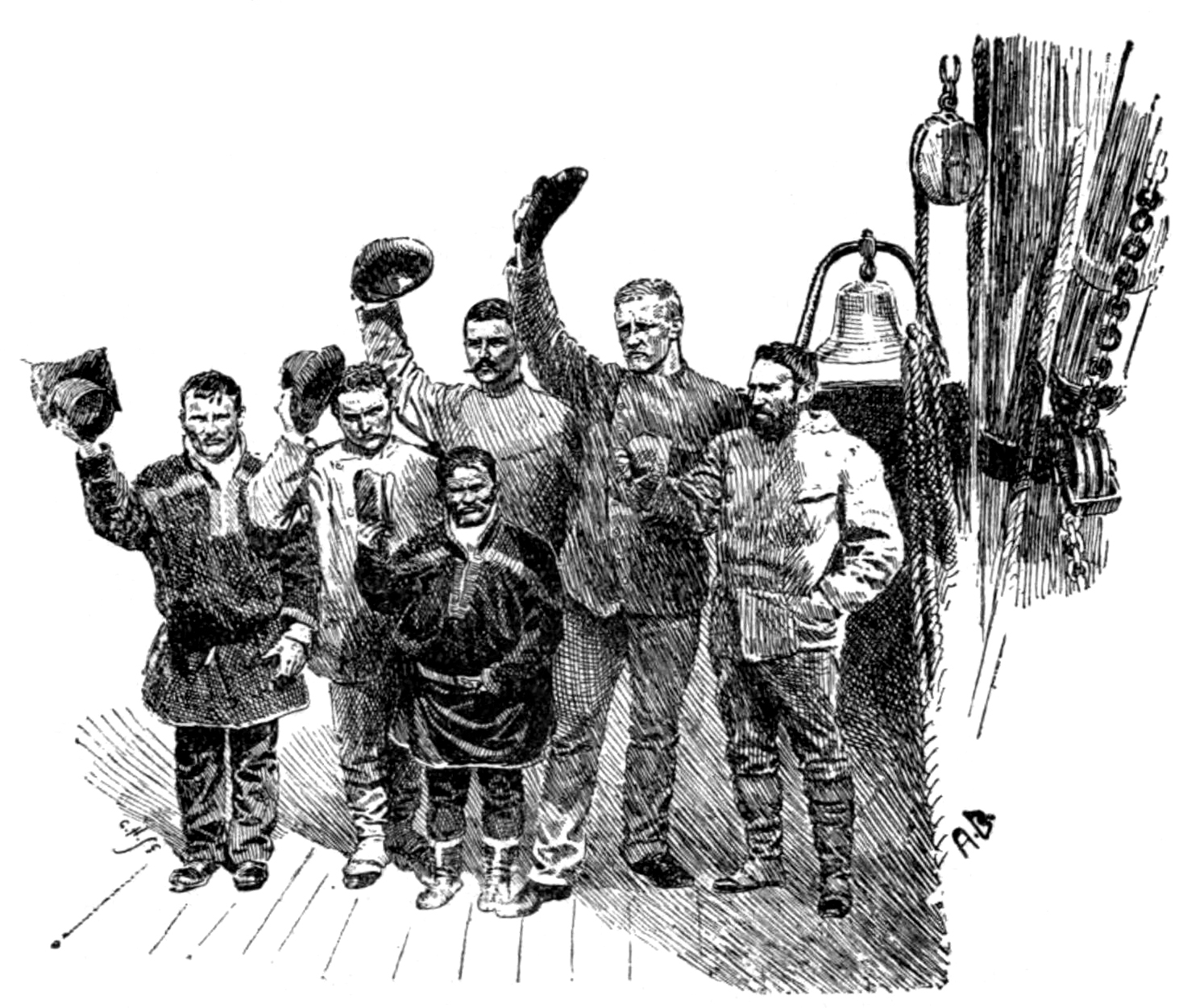

## Otros recursos
- Jackson, Sheldon  Alaska and Missions on the north Pacific Coast (New York: Dodd, Mead & Company. 1880)
- Nansen, Fridtjof (tr. H.M. Gepp)  The First Crossing of Greenland (London: Longmans, Green and Co. 1890)
- Salisbury, Gay; Laney Salisbury  The Cruelest Miles: The Heroic Story of Dogs and Men in a Race against an Epidemic (New York: W.W. Norton & Company. 2003)  ISBN 0-393-01962-4.